# Thorwald Grönblom
Thorwald Grönblom, född 25 februari 1882 i Tammerfors, död där 5 maj 1971, var en finländsk fabrikör och entomolog.
Grönblom, som var en framstående kännare av fjärilar, steklar och skalbaggar (medaljerad av ett flertal entomologiska sällskap), utgav bland annat Verzeichnis der Gross-Schmetterlinge Finnlands (1936). 